# Уилсън Филипс
Уилсън Филипс (на английски: Wilson Phillips) е американска женска група, състояща се от Керни и Уенди Уилсън, и Чайна Филипс – дъщери съответно на Брайън Уилсън от Бийч Бойс и Джон и Мишел Филипс от Мамас и Папас.
Техният едноименен дебютен албум, издаден през 1990 г., е продаден в над 10 милиона копия по целия свят и с три номер едно сингли в Billboard Hot 100, което прави триото най-продаваната женска група по това време. През 1990 г. групата печели награда на Billboard Hot 100 за „Сингъл на годината“ за Hold On, и в допълнение е номинирана за пет награди Грами и две American Music Award.

## Дискография

### Студийни албуми
- Wilson Phillips (1990)
- Shadows and Light (1992)
- California (2004)
- Christmas in Harmony (2010)
- Dedicated (2012)

### Компилации
- The Best of Wilson Phillips (1998)
- Greatest Hits (2000)

### Сингли
- Hold On (1990)
- Release Me (1990)
- Impulsive (1990)
- You're in Love (1991)
- The Dream Is Still Alive (1991)
- Daniel (1991)
- You Won't See Me Cry (1992)
- Give It Up (1992)
- Flesh and Blood (1992)
- Go Your Own Way (2004)
- Already Gone (2004)
- Get Together (2004)
- Good Vibrations (2012)